# Circolo Nautico Posillipo 2000-2001
Questa voce raccoglie le informazioni riguardanti il Circolo Nautico Posillipo nelle competizioni ufficiali della stagione 2000-2001.

## Rosa
| N° |                     | Ruolo | Giocatore             |
| -- | ------------------- | ----- | --------------------- |
| 1  | Italia (bandiera)   | P     | Francesco Attolico    |
| 2  | Italia (bandiera)   | D     | Francesco Postiglione |
| 3  | Italia (bandiera)   | D     | Daniele Magalotti     |
| 4  | Ungheria (bandiera) | D     | Barnabás Steinmetz    |
| 5  | Ungheria (bandiera) | D     | Tamás Kásás           |
| 6  | Italia (bandiera)   | A     | Daniele Lisi          |
| 7  | Italia (bandiera)   | D     | Roberto Mannai        |
| 8  | Italia (bandiera)   | P     | Bruno Antonino        |

| N° |                    | Ruolo | Giocatore               |
| -- | ------------------ | ----- | ----------------------- |
| 9  | Italia (bandiera)  | D     | Andrea Scotti Galletta  |
| 10 | Italia (bandiera)  | CB    | Raffaele Onofrietti     |
| 11 | Romania (bandiera) | A     | Bogdan Rath             |
| 12 | Italia (bandiera)  | D     | Carlo Silipo (Capitano) |
| 13 | Italia (bandiera)  | CB    | Fabio Bencivenga        |
|    | Italia (bandiera)  | D     | Domenico Mattiello      |
|    | Italia (bandiera)  | D     | Giuseppe Postiglione    |
|    | Italia (bandiera)  |       | Marcello Vuolo          |